# حمام قدیمی سررود
حمام قدیمی سررود مربوط به دوره صفوی است و در شهرستان کلات، بخش زاوین، شمال روستای سررود واقع شده و این اثر در تاریخ ۲۲ مرداد ۱۳۸۴ با شمارهٔ ثبت ۱۳۱۶۴ به‌عنوان یکی از آثار ملی ایران به ثبت رسیده است.